# 布野修司
布野 修司（ふの しゅうじ、1949年8月10日 - ）は、日本の建築・都市研究家、建築批評家。工学博士（東京大学・論文博士・1987年）。滋賀県立大学名誉教授。同副学長及び理事（研究・評価担当）を歴任。日本建築学会副会長、復旧復興支援部会部会長。

## 来歴
島根県出雲市生まれ。1972年東京大学工学部建築学科卒業。1976年同大学院博士課程中退、同大学工学部助手、1978年東洋大学工学部講師、1984年助教授、1991年京都大学工学部建築学科助教授。2005年滋賀県立大学環境科学部教授。2015年定年退官。
1987年「インドネシアにおける居住環境の変容とその整備手法に関する研究 ハウジング・システムに関する方法論的考察」で東京大学より工学博士の学位を取得。また1982年から2000年まで，住まい・まちづくりのための同人雑誌「群居」の編集長。
「インドネシアにおける居住環境の変容とその整備手法に関する研究」によって1991年日本建築学会賞，「近代世界システムと植民都市」によって2006年日本都市計画学会論文賞を受賞。

## 著書
- 『戦後建築論ノート』相模書房　1981
- 『スラムとウサギ小屋』青弓社　1985
- 『住宅戦争 住まいの豊かさとは何か』彰国社 住まいブックス 1989
- 『カンポンの世界-ジャワの庶民住居史』パルコ出版　1991
- 『戦後建築の終焉―世紀末建築論ノート』れんが書房新社　1995
- 『住まいの夢と夢の住まい-アジア住居論』朝日選書　1997
- 『布野修司建築論集』全3巻　彰国社　1998

1「廃墟とバラック 建築のアジア」
2「都市と劇場 都市計画という幻想」
3「国家・様式・テクノロジー 建築の昭和」
- 『裸の建築家-タウンアーキテクト論序説』建築思潮研究社　2000
- 『曼荼羅都市 ヒンドゥー都市の空間理念とその変容』京都大学学術出版会 2006
- 『建築少年たちの夢 現代建築水滸伝』彰国社 2011
- 『景観の作法 殺風景の日本』京都大学学術出版会 2015
- 『大元都市　中国都城の理念と空間構造』京都大学学術出版会、2015
- 『東南アジアの住居　その起源・伝播・類型・変容』京都大学学術出版会、2015

### 編著
- 『見知らぬ町の見知らぬ住まい』編 彰国社 住まいブックス 1991
- 『現代建築 ポスト・モダニズムを超えて』宮内康共編 同時代建築研究会著 新曜社 ワードマップ 1993
- 『日本の住宅戦後50年 21世紀へー変わるものと変わらないものを検証する』編 彰国社 1995
- 『待てしばしはない 東畑謙三の光跡』監修 日刊建設通信新聞社 1999
- 『アジア都市建築史』編 アジア都市建築研究会執筆 昭和堂 2003
- 『近代世界システムと植民都市』編著 京都大学学術出版会 2005
- 『世界住居誌』編 昭和堂 2005
- 『ムガル都市 イスラーム都市の空間変容』山根周共著 京都大学学術出版会 2008
- 『韓国近代都市景観の形成 日本人移住漁村と鉄道町』韓三建, 朴重信, 趙聖民共著 京都大学学術出版会 2010
- 『近江環人(コミュニティ・アーキテクト)による地域住宅生産システム再生に関する実践的研究 調査研究報告書』山根周, ヒメネス ベルデホ ホアン ラモン共著 都市のしくみとくらし研究所共編 都市のしくみとくらし研究所 2011
- 『グリッド都市 スペイン植民都市の起源,形成,変容,転生』ヒメネス・ベルデホ ホアン・ラモン共著 京都大学学術出版会 2013

### 翻訳
- ロクサーナ・ウォータソン『生きている住まい 東南アジア建築人類学』監訳 学芸出版社 1997
- ロバート・ホーム編著『植えつけられた都市 英国植民都市の形成』安藤正雄共監訳 アジア都市建築研究会訳 京都大学学術出版会 2001